# Mudar
Muḍar (in arabo ﻣﻀﺮ‎?) è il mitico nome di uno degli eponimi delle tribù peninsulari arabe settentrionali, laddove Rabīʿa sarebbe stato quello delle tribù peninsulari arabe meridionali.
Secondo i genealogisti arabi, l'antenato comune sarebbe stato il padre, Nizār b. Maʿadd b. ʿAdnān, che avrebbe avuto dalla sua cugina e moglie Sawda bint ʿAkk b. ʿAdnān i figli Muḍar e Iyād e da Jadāla bint Waʿlān dei Jurhum i figli Rabīʿa e Anmār e, forse, anche Quḍāʿa. 

L'unità della famiglia, attraverso il comune padre, si incrinò per questioni ereditarie, a causa delle quali Muḍar preferì insediarsi alla Mecca.
Muḍar ebbe due figli: al-Yās (o Ilyās) e ʿAylān al-Nās, che originerà l'etnonimo Qays ʿAylān, da cui si diceva discendessero numerose importanti tribù, tra cui quelle che s'insediarono a Yathrib.